# Walla Zaman Ya Selahy
"Walla Zaman Ya Selahy" (Árabe: والله زمان يا سلاحي) fue el himno nacional de la República Árabe Unida (unión política entre Egipto y Siria), también fue el himno nacional de Egipto entre 1971 y 1979, cuando fue reemplazado por Bilady, Bilady, Bilady, el de Irak, entre 1965 y 1981, cuando fue remplazado por Ardulfurataini Watan y el de Libia desde 1969 hasta 1972. El autor de la letra fue obra de Salah Jahin y la música fue obra de Kamal Al Taweel.